# هیو ای. رابرتسون
هیو ای. رابرتسون (انگلیسی: Hugh A. Robertson; ۲۸ مهٔ ۱۹۳۲ – ۱۰ ژانویهٔ ۱۹۸۸) کارگردان فیلم و تدوین‌گر اهل ایالات متحده آمریکا بود. He returned to the United States in 1986.
وی در سال ۱۹۶۹ برنده [[جایزه بفتای بهترین تدوین برای فیلم کابوی نیمه‌شب شده‌است.